# Ampelisca remora
Ampelisca remora is een vlokreeftensoort uit de familie van de Ampeliscidae. De wetenschappelijke naam van de soort is voor het eerst geldig gepubliceerd in 1986 door Bellan-Santini & Dauvin.